# Jan Boratyński
Jan Boratyński herbu Korczak (zm. 1546) – ojciec Piotra, rotmistrz i dworzanin Zygmunta Starego, żołnierz i poseł na sejm. Imię Jan przyjął za młodu wraz z przejściem na katolicyzm (wcześniej Stieszko właściwie Steczek).
W 1514 roku dowodził mniejszym oddziałem w bitwie pod Orszą. W 1518 roku wsławił się dowodząc, wraz ze Świrszczowskim, obroną Połocka przed przeważającymi siłami moskiewskimi (w szczególności śmiałym nocnym wypadem na pozycje wroga). Następnie brał udział w wojnie polsko-krzyżackiej 1519-1521. Wysłany z kolei przez króla z 400 jazdy na Węgry walczył po stronie Jana Zapolyi z Ferdynandem Habsburgiem (raniony tam w bitwie, od której stoczenia próbował króla odciągnąć, został odnaleziony żywy na placu boju). Za zasługi na Węgrzech król polski mianował go chorążym przemyskim. W 1531 roku osłaniał z 1000 jazdy województwo ruskie z zadaniem obserwowania Wołochów do chwili przybycia hetmana Tarnowskiego, prowadził następnie oddział jazdy w decydującej szarży pod Obertynem. W 1534 roku został starostą rohatyńskim.